# 仮面ライダー (小説)
『仮面ライダー』（かめんライダー）は、特撮テレビドラマ『仮面ライダー』を原作とする和智正喜の小説。大畑晃一が挿絵を担当している。
講談社マガジン・ノベルズ・スペシャルより2002年に『誕生 1971』、2003年に『希望 1972』の2巻が刊行され（現在は絶版）、2009年に書き下ろしの完結編『流星 1973』を加えた完全版がエンターブレインより全1巻で刊行された。

## 概要
『仮面ライダー』の小説化作品ではあるが、単なるノベライズではなく、「藤岡弘が事故に遭わず、主役交代せずに物語が進んでいたら」というコンセプトで書かれている。そのため、本作品では仮面ライダーは本郷猛しか存在しない。
ただし、滝和也や一文字隼人に相当する人物は登場している他、V3、ライダーマン、X、アマゾン、ストロンガーに相当する強化服が設定されている。
後に和智は、本作品は漫画『仮面ライダーSPIRITS』の人気を受けての派生企画であったと明かしている。

## 登場人物
本郷猛/仮面ライダー
城南大学理学部生化学教室の研究生。明晰な頭脳と頑健な肉体を持つ青年であったが、密かに思いを寄せていた研究室先輩の美代子に陥れられ、ショッカーに拉致された挙げ句に、恩師・緑川教授の手によって次世代高性能戦闘員〈S.M.R.〉（システム・マスクド・ライダーズ）に改造される。
その直後、アンチショッカー同盟とハヤトに救出され、自分がもう二度と普通の体には戻れない運命の改造人間にされてしまったことを知り、動揺する。そして混乱と戦いの中、自分と同じ改造人間という境遇でありながら、手術の失敗によってその寿命を著しく縮め、ついに力尽きたハヤトの遺志を受け継ぎ、命ある限りショッカーと戦う使命を帯びた「仮面ライダー」として自分の未来と向き合う決意を固める。
2009年、60歳を越える年齢ではあるが、「サイクロン13」を駆り、ショッカーと戦い続けている。

### アンチショッカー同盟
ハヤト/仮面ライダー
アンチショッカー同盟の協力者。本郷以前に〈S.M.R.〉に改造され、緑川教授の脱走計画に協力した。
ペルー出身の日系3世。「ハヤト」という名前は、本名（作中では明記されていない）が日本人には聞き取りづらいため自ら名乗っているもの。日本語は本郷以外の人間に違和感を覚えさせないほど流暢に話す。本職はジャーナリスト。
ショッカーの存在を知り、調査するために世界中を飛び回っていたが、ショッカーに目を付けられ、〈S.M.R.〉に改造されてしまう。改造手術は失敗に終わり、移植された強化細胞にも致命的な欠陥があったため、ハヤトの余命は手術からわずか約1週間だった。
早晩死亡することが確定していたためにショッカーからは脅威とみなされていなかったが、「本郷猛にショッカーと戦う意志を継がせる」という執念だけで、計算では考えられない期間の延命に成功する。
最期は本郷に「仮面ライダー」の名前を与え、いつも巻いていた赤いマフラーを託して静かに息を引き取る。
テレビ版『仮面ライダー』における一文字隼人（仮面ライダー2号）に相当する人物。
滝和也/〈弐番〉
アンチショッカー同盟のコマンド。
『誕生』では〈弐番〉というコードネームしか語られず、第2部『希望』で本郷が捨てたはずのハヤトのマフラーを見つけ、返却した際に名前を尋ねられたことで本名が判明する。
第3部『流星』では本郷、立花とテレビ版を彷彿とさせるチームワークを築いている。部下からも慕われており、アンチショッカー同盟の命令に歯向かった行動を取った際には、部下も随行している。
テレビ版『仮面ライダー』における同名人物に相当する。
神原龍作
アンチショッカー同盟に雇われたコマンド隊長。寡黙な巨漢。
西原洋輔
神原の後任。神原とは違い多弁な人物。
田中二郎
アンチショッカー同盟日本支部の世話役。田中一郎の双子の弟であり、兄と瓜二つの相貌を持つ。兄とは違い口数は少ない。

### 緑川家関係者
立花藤兵衛
喫茶アミーゴのマスター。父親の代から緑川家の使用人として仕えていた。ショッカーとの戦いに疲れ、その使命を放棄しようとしていた本郷に、一見何気ない事実を「希望」として与える。『流星』では、滝から「おやっさん」と呼ばれるほど息が合った付き合いを見せる。
テレビ版『仮面ライダー』における同名人物に相当する。
緑川博
城南大学の教授。〈S.M.R.〉の開発責任者としてショッカーに従事していたが、密かに反逆の機会を窺っていた。本郷脱出を手引きした際に誤って蜘蛛男に殺害される。
テレビ版『仮面ライダー』における緑川弘に相当する人物。
緑川ルリ子
緑川教授の娘。父の死の真相を調べる一方で、従兄弟の卓見に命を狙われる。『流星』では、美咲百合子たちの「少女結社サクラ」を支援する。
テレビ版『仮面ライダー』における同名人物に相当する。
緑川卓見
緑川物産東京支社長。ルリ子の従兄弟であり、緑川家総帥の座を狙い、〈モスキート〉にルリ子暗殺を依頼する。
緑川玄祐
緑川家現総帥で、ルリ子・卓見の祖父。

### ショッカー
田中一郎/〈大使〉
ショッカーの支配人。表の顔は与党代議士・岸和田の第2秘書。直接戦線に立つことはないが、その高い政治力でショッカー日本支部を支える。独特の人懐っこさと愛嬌で自然に他者の心を操るため、メフィストフェレスにも例えられる。
テレビ版『仮面ライダー』における地獄大使（ガラガランダ）に相当する人物。
〈博士〉
ショッカー科学技術部門の総責任者。博士号を当たり前のように持つショッカー科学者陣の中で、唯一「博士」と呼称されている。量子演算機の性能すら凌駕するほどの頭脳を持つが、生まれつきあらゆる免疫を持たない体質であり、改造手術を受けた後も特殊な液体の中でなければ生存できない。手足が長く、「イカ」と形容される。背信行為であることを理解しながらも、ショッカーから「芽」と呼ばれる少女たちを裏から支援している。
テレビ版『仮面ライダー』における死神博士（イカデビル）に相当する人物。
フランツ・フェルディナンド/〈大佐〉
ショッカー箱根基地の司令官。かつてはヒトラーユーゲントの一員であり、ショッカーから改造技術を買い入れたナチスの『人狼計画』により〈狼男〉に改造され人狼部隊を任されていたが、敗戦間際自殺を躊躇うヒトラーに失望、ヒトラーを殺した後日本に渡り、ショッカーに参加した。
かつてナチス・ドイツの構想にあった「国民要塞」を箱根地下に再現した箱根基地において、王のように君臨している。戦場と敵を求めるがゆえに敵勢力に内情を漏洩し、それが露見しながらもなお周囲からの畏敬の念を受ける人物。
テレビ版『仮面ライダー』におけるゾル大佐（狼男）に相当する人物。
楠木美代子/〈蛇姫〉
ショッカーの幹部。表の顔は城南大学理学部の研究生で、本郷の1年先輩。改造人間だが、怪物的な姿は持たない。ショッカーのエージェントとして活動しているが、組織に対する忠誠心よりも自身の好奇心を優先させる。のちに緑川ルリ子に仕える。
名前の元ネタは石ノ森章太郎による萬画版『仮面ライダー』に登場した美代子（へび姫メドウサ）。
御子柴徹
ショッカー科学技術部門の幹部。上司の〈博士〉を心から崇拝しており、〈博士〉の意向のためなら組織に反抗することも辞さない。
石渡昭/〈蟷螂男〉
ショッカーの改造人間。表向きは青葉ヶ丘第三小学校の理科教諭。その本性は253人を殺害した殺人鬼で、高い知能と残虐性を買われ、ショッカーにスカウトされた。
ショッカーのバックアップを受けながら、趣味である快楽殺人を続けていたが、実は本人も気付かないうちにショッカーの任務に就かされていた。
〈蜘蛛男〉
〈兵隊〉クラスの改造人間。走行している自動車を絡め取って動けなくするほどの強力な糸を吐く。仮面ライダーの初の対戦相手。
テレビ版『仮面ライダー』における蜘蛛男に相当する人物。
〈蝙蝠男〉
美代子に仕える改造人間。美代子や対象人物の上空を人知れず旋回して監視を行う。
テレビ版『仮面ライダー』における蝙蝠男に相当する人物。
〈人間カメレオン〉
美代子に仕える改造人間。仮面ライダーの能力をもってしてもその存在を感知できないほどの隠蔽能力を有するが、戦闘力は低い。
〈蜂女〉
ショッカーの中でも希少な、完全な飛行能力を持つ改造人間。その能力と引き替えに、身体そのものは脆弱で格闘能力は低く、体内で生成する一撃必殺の毒針を武器とする。
テレビ版『仮面ライダー』における蜂女に相当する人物。
里村新一/〈モスキート〉
機動性に特化した暗殺用改造人間。その戦闘力は決して高くはないが、ライダーとの交戦を可能な限り避けつつも確実に目標を始末する狡猾な戦い方によって、本郷を挫折寸前まで追い詰める。
〈カミキリ男〉
復元された〈S.M.R.〉のデータを反映して作られた、対仮面ライダー用の改造人間。
〈ミミズ男〉
黒い強化服に身を包む、ショッカーの戦闘員。個々の能力は低いが、高い生命力と多数での運用によって敵を苦しめる。
〈コンドル男〉
飛行型の改造人間。
〈蟹男〉
水陸両用型の改造人間。頑強なプラスチックアーマーを持つ。
浜岡正午/〈G素体〉
箱根基地襲撃の際に脱走した改造人間。新型特殊細胞の実験体で、接触した生物を吸収・合成・再生する能力を持つ。〈蟹男〉と〈蝙蝠男〉を吸収し、〈蟹＝蝙蝠複合体〉となった。
〈蟹男〉と〈蝙蝠男〉の組み合わせは、テレビ版『仮面ライダー』におけるゲルショッカーの怪人第1号ガニコウモル（蟹と蝙蝠の合成怪人）を基にしている。
〈将軍〉
ショッカーの幹部。元ロシア帝国の軍人。仮面ライダー抹殺のため、強化改造人間部隊Dチームの編成やテラーマシン計画を遂行する。
その実年齢はかなりの高齢であり、延命のための改造手術を重ねたにもかかわらず、肉体が限界に達している。
テレビ版『仮面ライダー』におけるブラック将軍（ヒルカメレオン）に相当する人物。
〈大蟻男〉
大量生産の戦闘員。戦闘力はやや低め。
〈Dチーム〉
新型の強化服に加え、武器を所持した重武装改造人間チーム。テレビ版『仮面ライダーV3』のデストロン怪人に相当する。
〈蛇男〉（大型マシンガン）
中距離支援チーム〈バレッツ〉のメンバー。テレビ版『仮面ライダーV3』のデストロン怪人マシンガンスネークに相当する。
〈象亀男〉（滑空砲）
中距離支援チーム〈バレッツ〉のメンバー。テレビ版『仮面ライダーV3』のデストロン怪人カメバズーカに相当する。
〈蝎男〉（電磁槍）
接近戦専門チーム〈スラッシャーズ〉のメンバー。
〈毒蜘蛛男〉（二振りの刀）
接近戦専門チーム〈スラッシャーズ〉のメンバー。テレビ版『仮面ライダーV3』のデストロン怪人ドクバリグモに相当する。
〈蜥蜴男〉（巨大な鉈状の超硬合金製ギロチン）
接近戦専門チーム〈スラッシャーズ〉のメンバー。テレビ版『仮面ライダーV3』のデストロン怪人ギロチンザウルスに相当する。
〈モグラ男〉（棍棒状のドリル）
テレビ版『仮面ライダーV3』のデストロン怪人ドリルモグラに相当する。
〈サイ男〉（火炎放射器）
テレビ版『仮面ライダーV3』のデストロン怪人サイタンクに相当する。
〈彼〉
ショッカーの首領。テレビ版『仮面ライダー』におけるショッカー首領に相当する人物。

### その他
〈アポロ〉
ショッカーの上位組織《GOD機関》幹部の1人。
テレビ版『仮面ライダーX』におけるアポロガイストに相当する人物。
美咲百合子
ショッカーから「芽」と呼ばれる超能力者集団の一員。のちにリーダーの座を継ぎ、「少女結社サクラ」を結成する。
名前の元ネタはテレビ版『仮面ライダーストロンガー』に登場した岬ユリ子（電波人間タックル）。
〈カンガルー男〉
テラーマシン計画の候補として言及される怪人で、名前のみ登場。
テレビ版『仮面ライダーストロンガー』における奇械人ガンガルに相当する怪人。

## 書籍
- 仮面ライダー 誕生1971（講談社（マガジン・ノベルズ・スペシャル）、2002年6月、ISBN 4-06-330411-6）
- 仮面ライダーVol.2 希望1972（講談社（マガジン・ノベルズ・スペシャル）、2003年5月、ISBN 4-06-330412-4）
- 仮面ライダー 1971-1973（KADOKAWA/エンターブレイン、2009年2月16日、ISBN 4-75-774622-9）
  - KADOKAWAより2014年2月に新装版が刊行（ISBN 978-4-04-729463-9）。